# Rogue Agent (Film)
Rogue Agent ist ein im Jahr 2022 erschienener Politthriller. Die von Adam Patterson und Declan Lawn Regie geführte Filmbiografie porträtiert das Leben des britischen Hochstaplers Robert Hendy-Freegard.

## Inhalt
Der Film basiert auf wahren Begebenheiten und erzählt die Geschichte des Karrierebetrügers Robert Hendy-Freegard, der – beginnend im Jahr 1993 – ein meisterhafter Manipulator war und zahllose Opfer davon überzeugte, er sei ein MI5-Agent und diese dazu verleitete, in den Untergrund zu gehen, aus Angst vor einem Attentat durch die IRA. 
Im Jahr 2002 beginnt Robert eine romantische Beziehung mit Anwältin Alice Archer (Gemma Arterton). Auch Archer verfällt seinem Charme, entscheidet aber, seinen Hintergrund zu überprüfen und konfrontiert ihn mit ihren Entdeckungen. Robert besteht jedoch weiterhin auf seiner Geschichte des verdeckten MI5-Agenten und sie beginnen eine Beziehung. Doch Freegard begeht einen Fehler, als er Alices Bankkonto um 120.000 Pfund erleichtert. Damit wird sie zur Architektin seines Untergangs, der schlussendlich zu seiner Verurteilung und Verhaftung führt.

## Produktion
Die Dreharbeiten begannen am 31. Mai 2021 in London und waren nach sechs Wochen für abgeschlossen erklärt worden.
Laut Variety Insight belief sich das Produktionsbudget auf weniger als 10 Millionen US-Dollar.
Die von Hauptdarsteller James Norton gegründete Produktionsfirma Rabbit Track Pictures war an der Filmproduktion beteiligt.

## Veröffentlichung
Netflix sicherte sich die Ausstrahlungsrechte für das Vereinigte Königreich und stellte den Film dort unter dem Titel Rogue Agent ab dem 27. Juli 2022 zum Streaming bereit. Der Alternativtitel des Films lautet Freegard.
Der Kinostart in den USA war am 12. August 2022. Außerdem wird der Film dort ab demselben Tag über den Streamingdienst AMC+ angeboten.

## Bewertung
Laut Rotten Tomatoes erhielt der Film (Stand 12. August 2022) bei 20 Kritiken zu 75 % positive Rückmeldungen.